# 鍾馗
鍾馗，中國神話中的神祇，專能鎮宅驅魔。

## 源流
其源流由來，說法甚多。有「法器說」、「蕈類說」、「唐玄宗夢仙說」、「唐德宗進士說」等。

### 法器說
顧炎武「法器說」。鍾馗是由逐鬼法器「終葵」的諧音，延伸而來。「終葵」爲逐鬼之物，被取爲人名作辟邪之用。鍾馗形象是自上古傩 （ㄋㄨㄛˊ）中的面具形象演变而来。《左传·定公四年》记殷商遗民七族中，有“终葵氏”，终葵即“椎”的反切音，终葵氏即以椎驱鬼之氏族也。后世遂以“终葵”为辟邪之意，逐渐演变为“钟葵”、“钟馗”。

### 蕈類說
李時珍「蕈類說」，認為鍾馗原是一蕈類的名稱，因為傳說才成為一個神明：李時珍：「《爾雅》云：鍾馗，菌名也。《考工記》注云：『終葵』，錐名也。菌似錐形，錐以菌形，故得同稱。好事者因作鍾馗傳，言是未及第進士能啖鬼，遂成故事，不知其訛矣。」

### 唐玄宗夢仙說
钟馗一名最早見於《唐逸史》。話說唐明皇（玄宗）病中夢見小鬼偷去玉笛和楊貴妃的繡番囊，正當值怒時見一滿面虯髯大鬼，挖下小鬼的眼珠吞掉。此鬼自稱南山鍾馗，高祖年間應考武舉人，但因其貌不揚落第，羞憤撞殿前石階而死。蒙高祖賜緣袍陪葬，鍾馗物化後誓要為大唐斬妖除魔。唐明皇醒後，病不藥而癒，遂向吳道子憶述夢中所見，並命其繪出鍾馗像，頒布天下。民間亦掛其畫像驅鬼避邪。

### 唐德宗進士說
故事出自劉璋《斬鬼傳》，說唐朝德宗年間，有個叫鍾馗的士子，面貌兇惡驚人，但不被德宗皇帝所喜，一怒之下竟自殺。然此說提到的人物之謬誤為宰相盧杞西元785年亡時，吏部侍郎韓愈年方十七，但韓愈要到西元792年才中進士，因此兩者不可能同朝為官；且此故事對於鍾馗在街邊測字之事描寫過細，顯為杜撰。）

## 習俗
鍾馗的祭典日在端午節，每逢這些節日民間會懸掛鍾馗畫像。阮元《广陵诗事》称马曰琯、马曰璐兄弟：「每逢午日，堂斋、轩室皆悬钟馗，无一同者，其画手亦皆明以前人，无本朝手笔，可谓钜观。」《燕京歲時記》：「每至端陽市，肆間用尺幅黃紙，蓋以朱印，或繪畫天師、鍾馗之像，或繪畫五毒符咒之形，懸而售之。都人士爭相購買，粘之中門，以避祟惡。」
明朝則有陰曆過年前要掛鍾馗像的習俗。明朝史玄《旧京遗事》: 「禁中歲除，各宮門改易春聯及安放絹畫鐘馗神像。」
在閩南以及台灣民間信仰，有「跳鍾馗」的儀式。在發生意外之處，或者是節慶、法會上，常會有道士或藝師打扮成鍾馗的模樣，手持寶劍比劃，有驅除邪魔之意。也有不以真人表演，操弄鍾馗之懸絲傀儡的。

## 逸事

### 鍾馗嫁妹
鍾馗其貌不扬，卻有一美貌的妹妹。鍾馗成神以後，以神通感應到惡人要強娶其妹。鍾馗為保護妹妹，於是下凡，將惡霸喝退，命鬼卒迎親，將妹妹嫁給自己的好友杜平。

### 日本的钟馗信仰
日本人也有信仰鍾馗者，認為鍾馗可以克服皰瘡神（天花之神）。而日本戰國時代著名的將領齋藤朝信，也被人稱為「越後之鍾馗」。
二次大戰時，日軍Ki-44二式單座戰鬥機又稱為「鍾馗」。

## 造像與信仰
在古代，他最經典的形象通常是穿著藍袍，戴著破帽。文獻描寫為：「頂破帽，衣藍袍、束角帶」。
而今日最常見的形象是：身著朱紅色官服，頭戴烏紗帽，或仗劍，或持扇，腳踏惡鬼。或有小鬼在旁為其提燈、持印、撐傘、牽馬、背葫蘆等，俗稱「五鬼搬運」，有「運財」的意味，也有人說五個鬼卒，可降伏五瘟神。身邊常隨一蝙蝠，代表為其偵查邪魔惡鬼，「蝠」也象徵「福」，有「賜福」的意味。
钟馗信仰起源于唐代，最早的成型记载与唐玄宗有关。据传，玄宗曾梦见钟馗驱逐妖鬼，醒后命宫廷画师绘其形象以镇宅除邪，由此奠定其“捉鬼神”的地位。唐代文人士大夫如张说
、刘禹锡
等均有记录获赐钟馗图像作为节令礼品。敦煌文书中亦保存有《除夕钟馗驱傩文》等祭仪文本，表明钟馗形象已在官方仪式中扮演重要角色。进入宋元之后，道教将钟馗纳入神谱，尊为“赐福镇宅圣君”，赋予其镇宅驱邪、迎祥赐福的功能。
在民间，钟馗的信仰也逐步深化，尤其在春节、乔迁、开业、庙会等场合，人们会悬挂其画像或举行“跳钟馗”仪式，借以驱邪保平安。“跳钟馗”通常由艺人装扮其形象，着官袍、戴面具、手持宝剑或蝙蝠，象征祈福禳灾。
此外，古代医书《本草纲目》还记载将钟馗画像烧灰入药，配合其他药材制成丸剂，用于治疗难产、疟疾等病症，「婦人難産鍾馗左脚燒灰水服」，体现其在民俗医疗层面的延伸影响。
当代，钟馗信仰在中国多个地区依然活跃，尤其在陕西周至（传为其故里）、江淮、闽南和台湾一带更为盛行。信众借助图像、仪式和表演来强化驱邪纳福的象征意义。

## 圖集

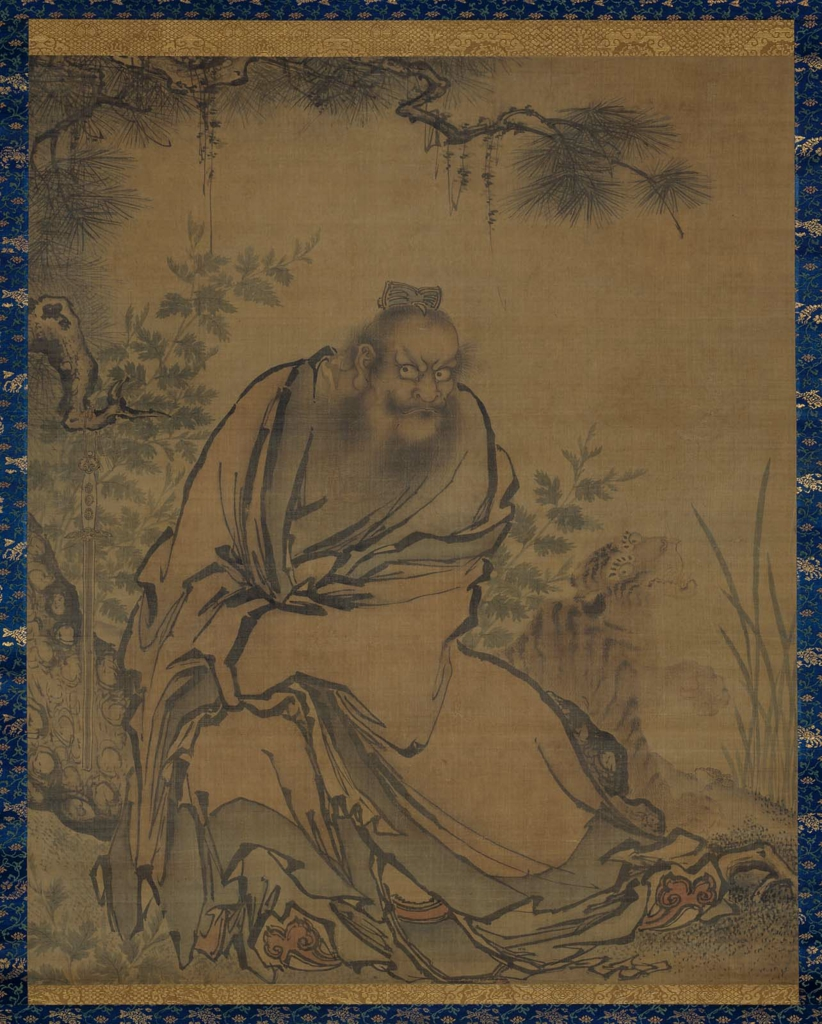
午日鍾馗圖軸
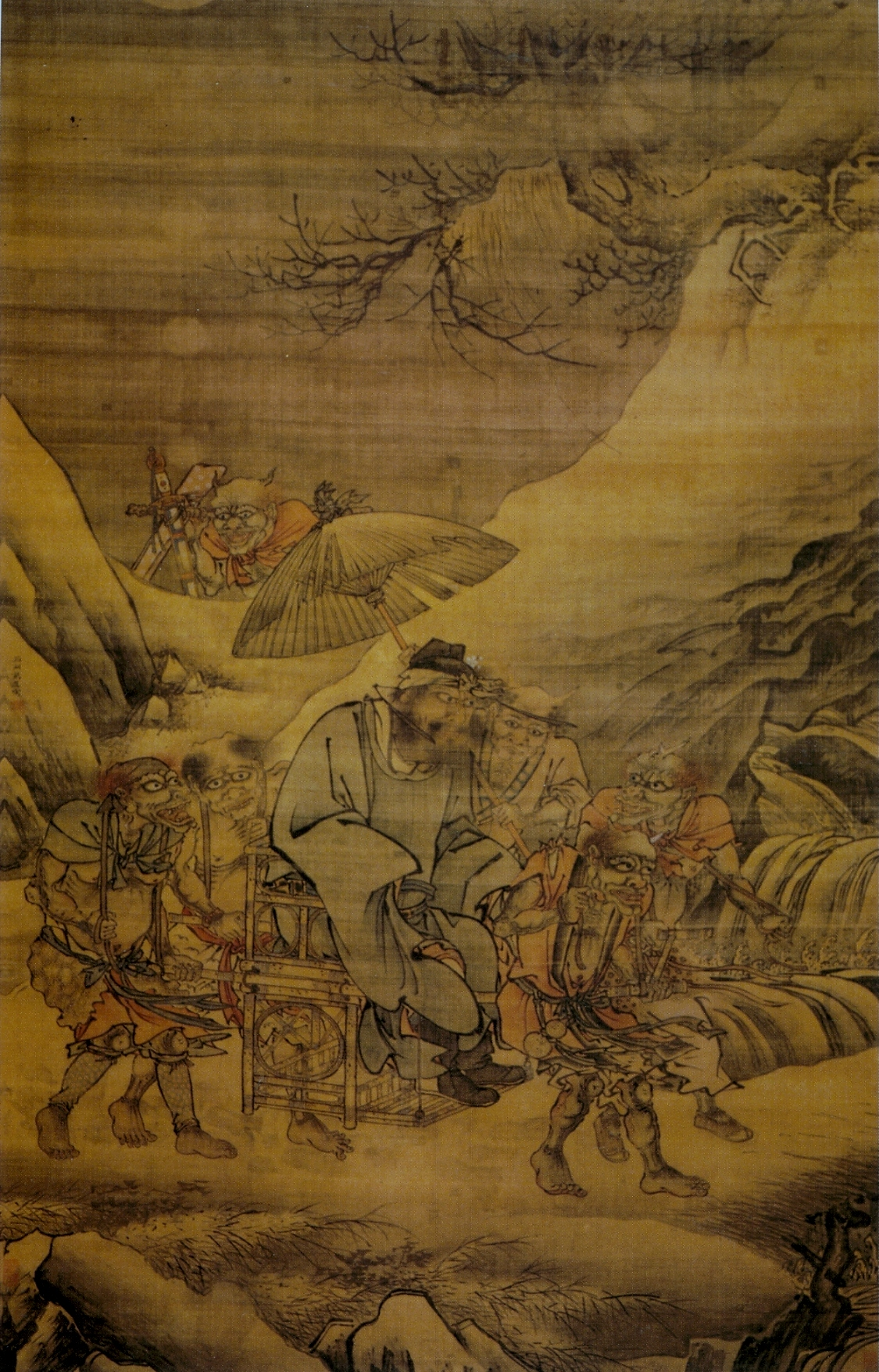
鍾馗出山图，戴进绘
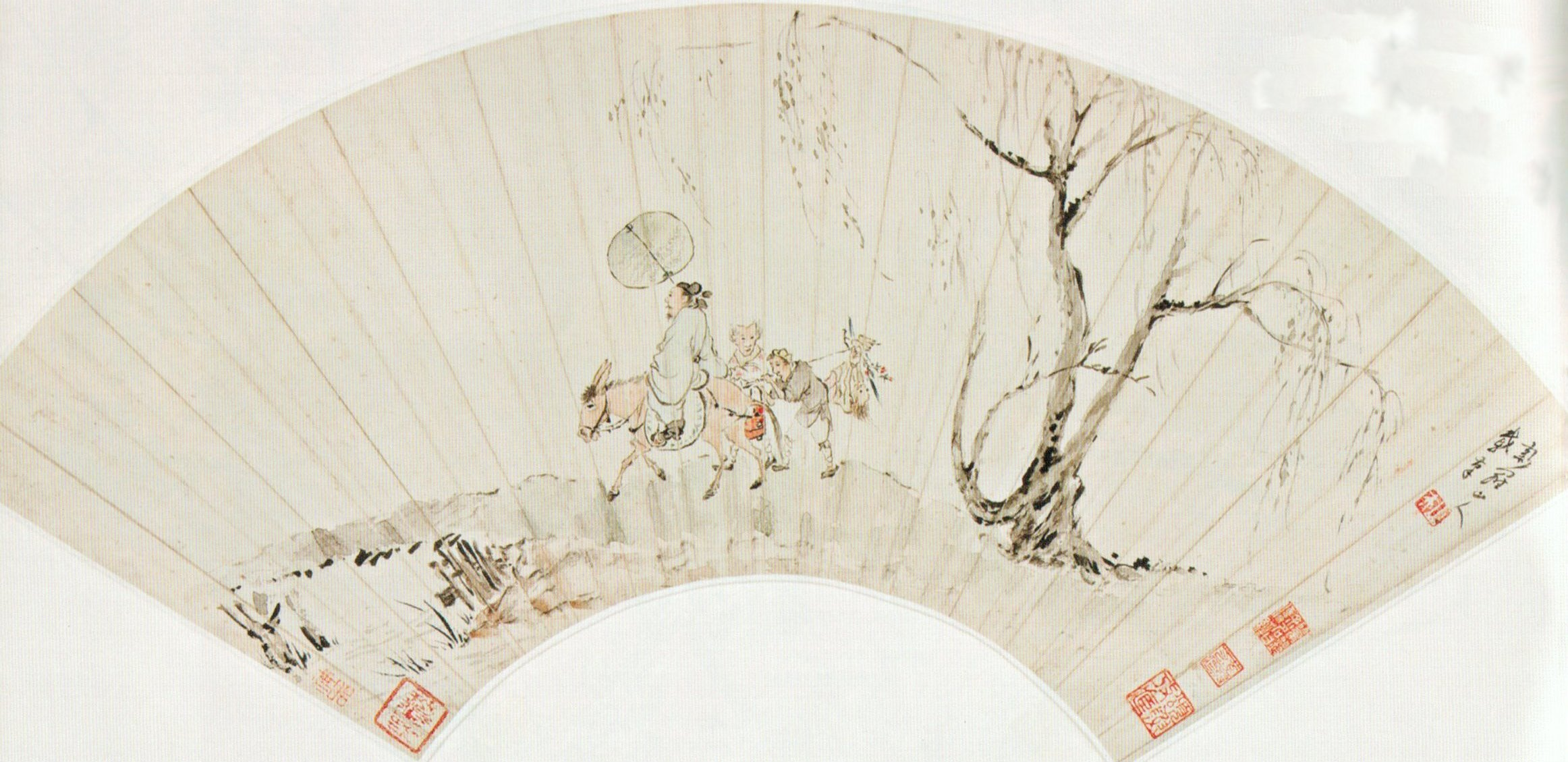
华嵒绘
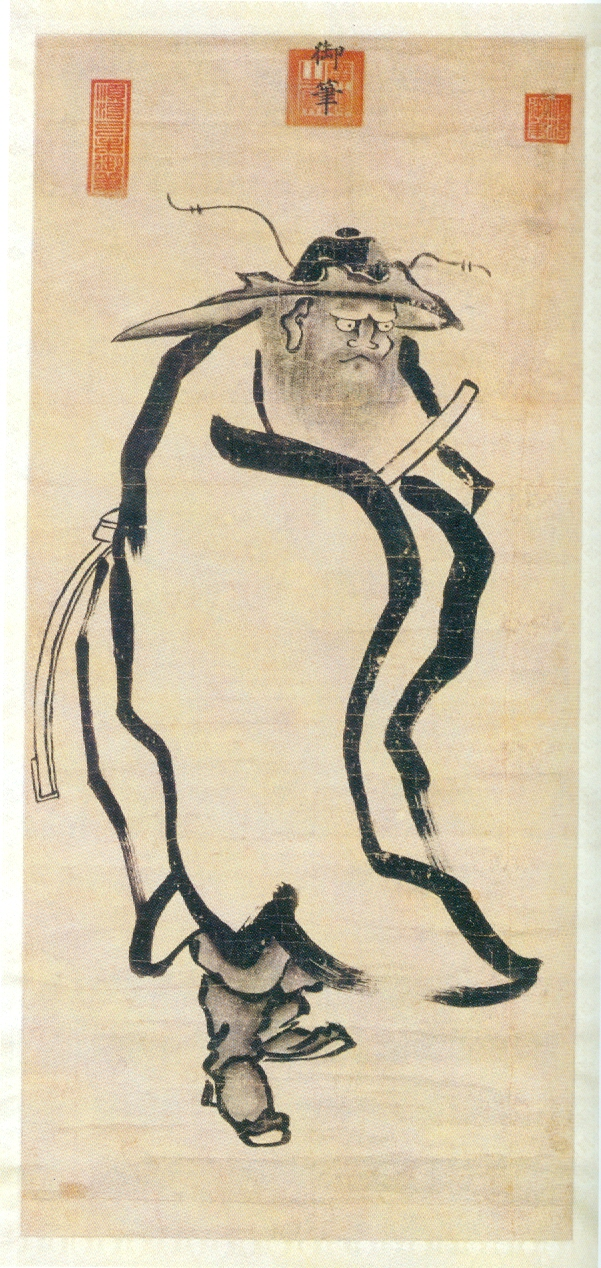
顺治皇帝绘
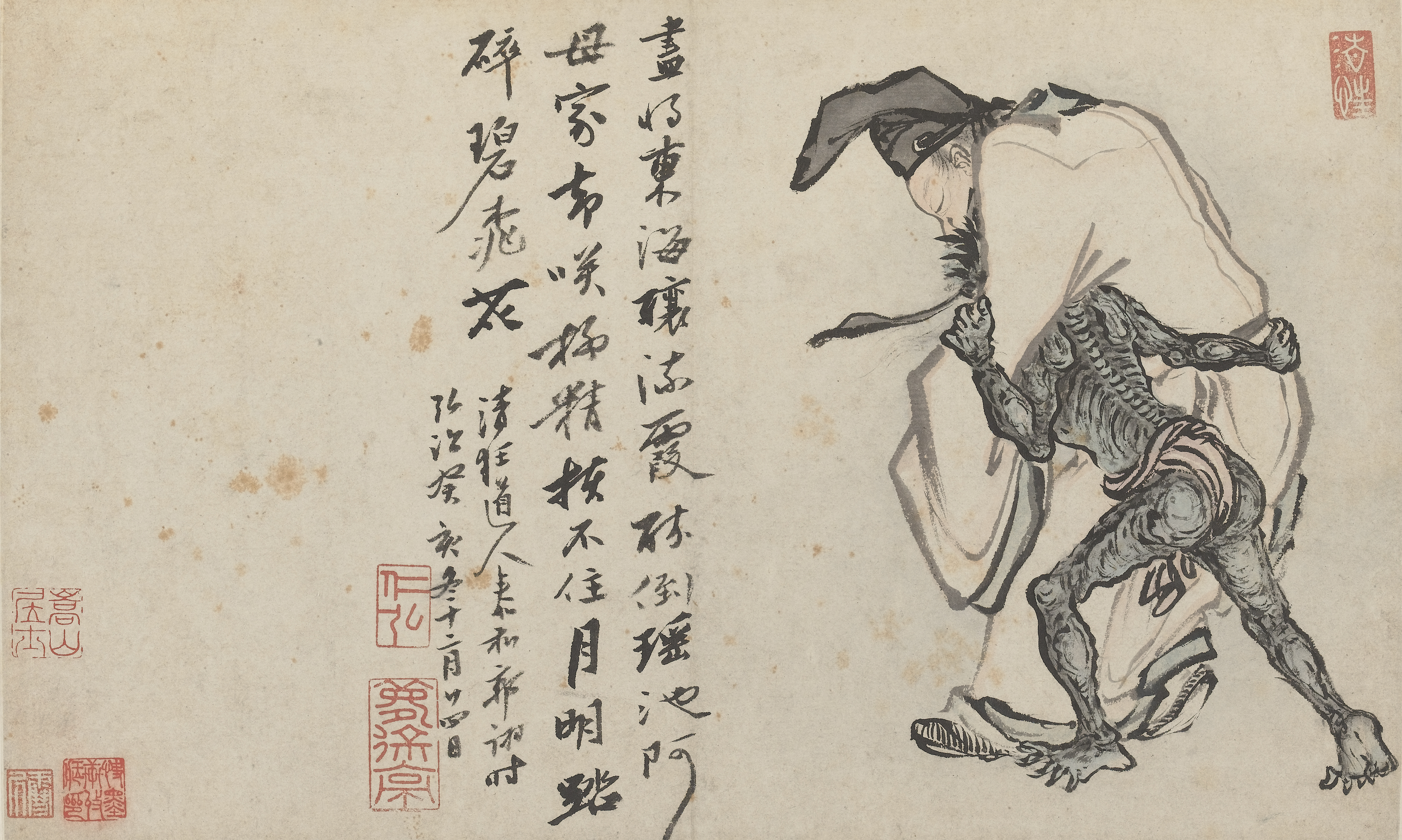
鍾馗醉歸，郭詡繪
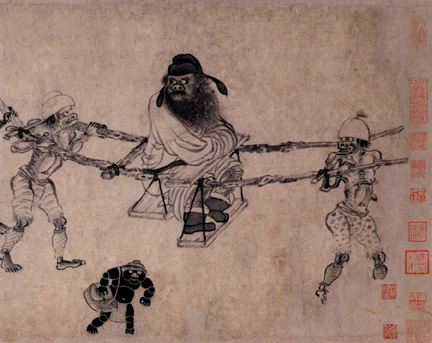
中山出遊圖，龔開繪
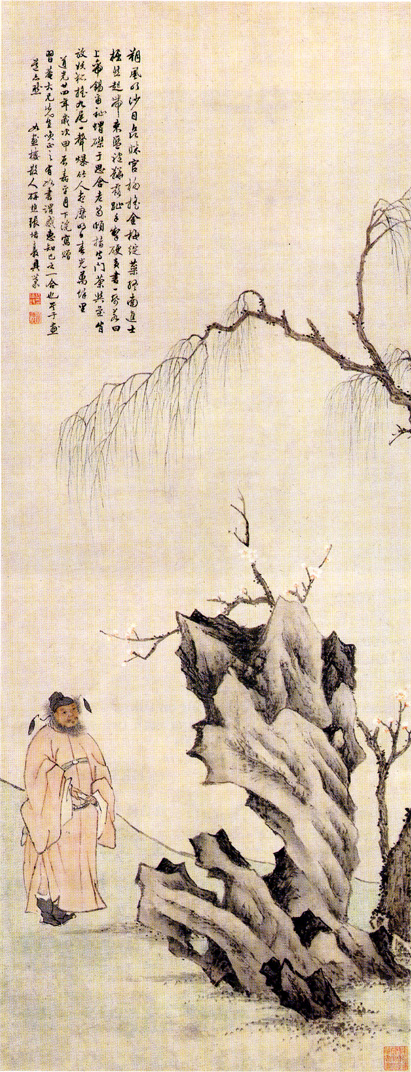
張培敦繪
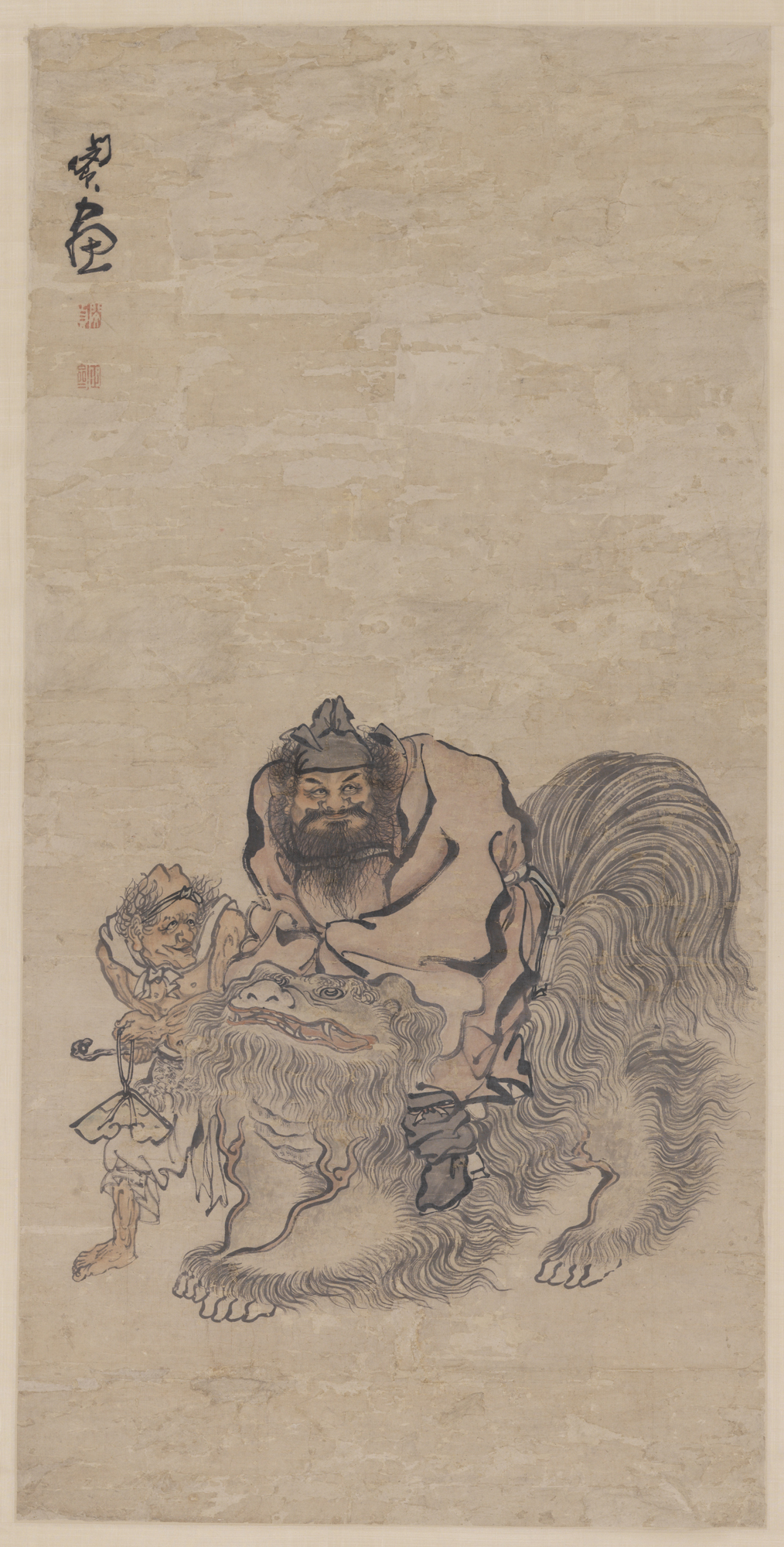
鐘馗，閔貞繪
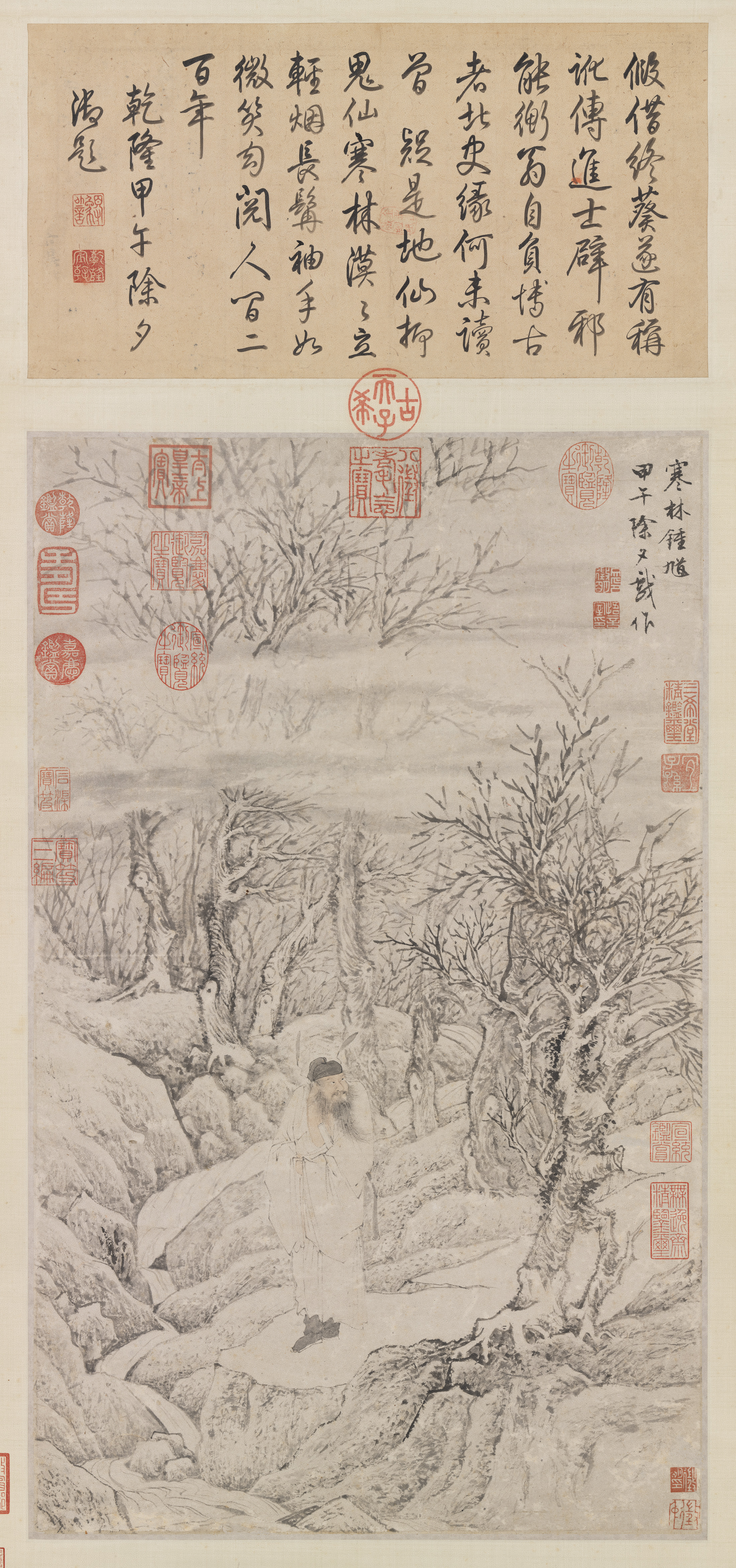
寒林鍾馗，文徵明繪
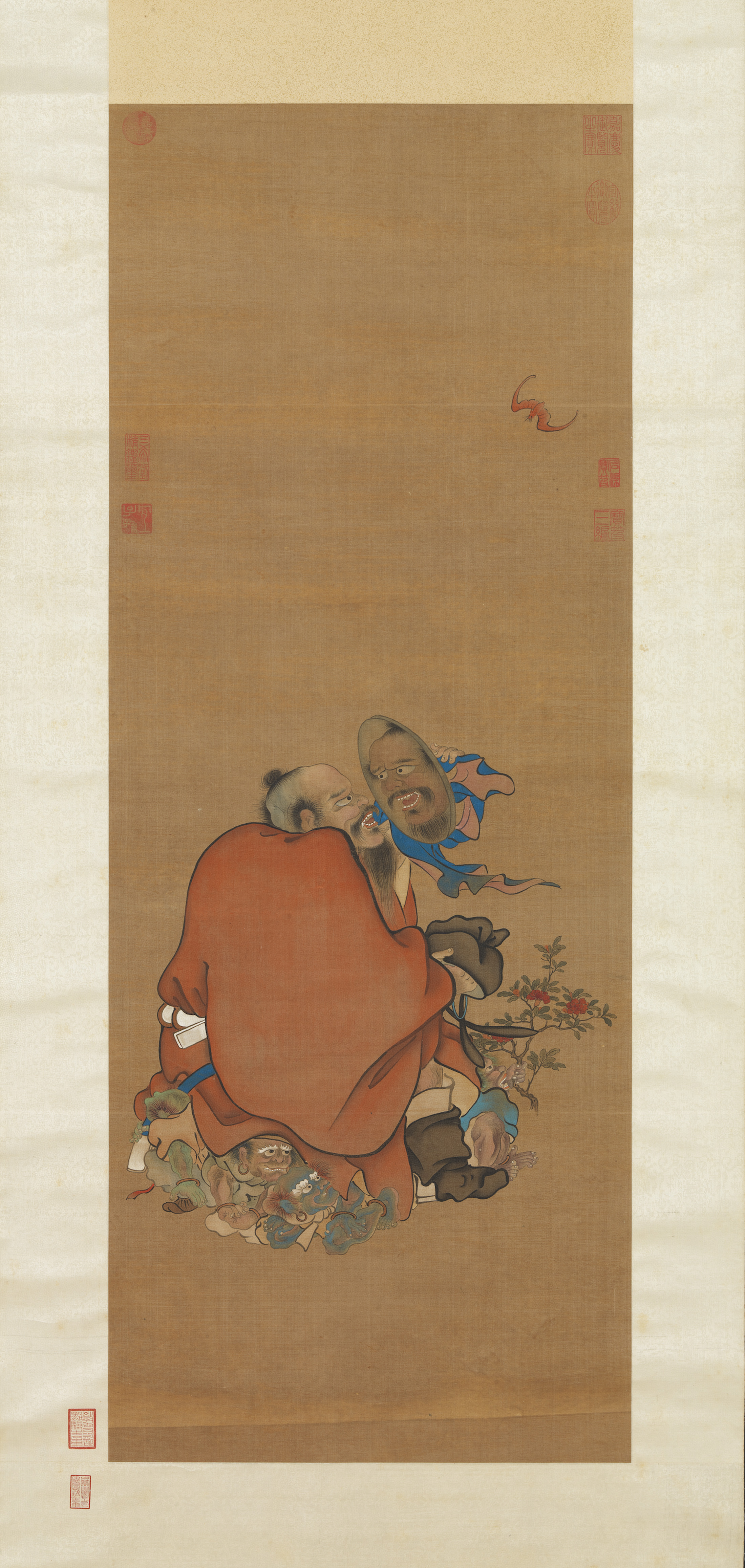
豐綏先兆圖
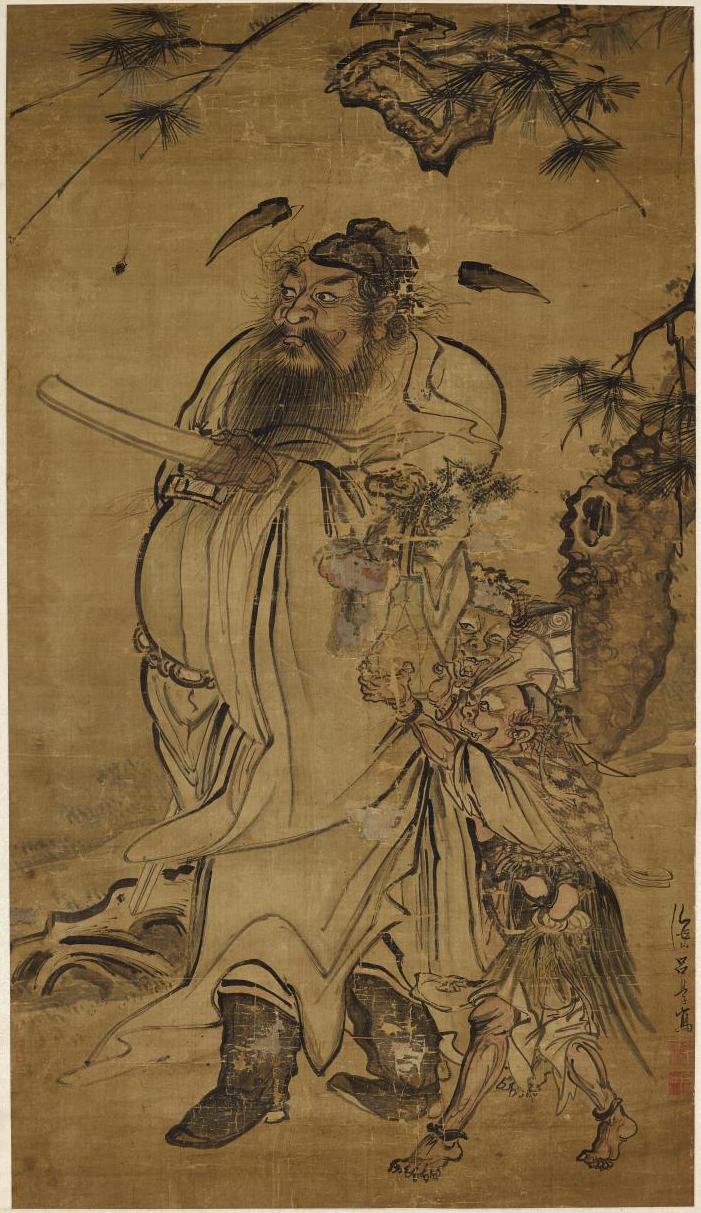
鍾馗，呂學繪
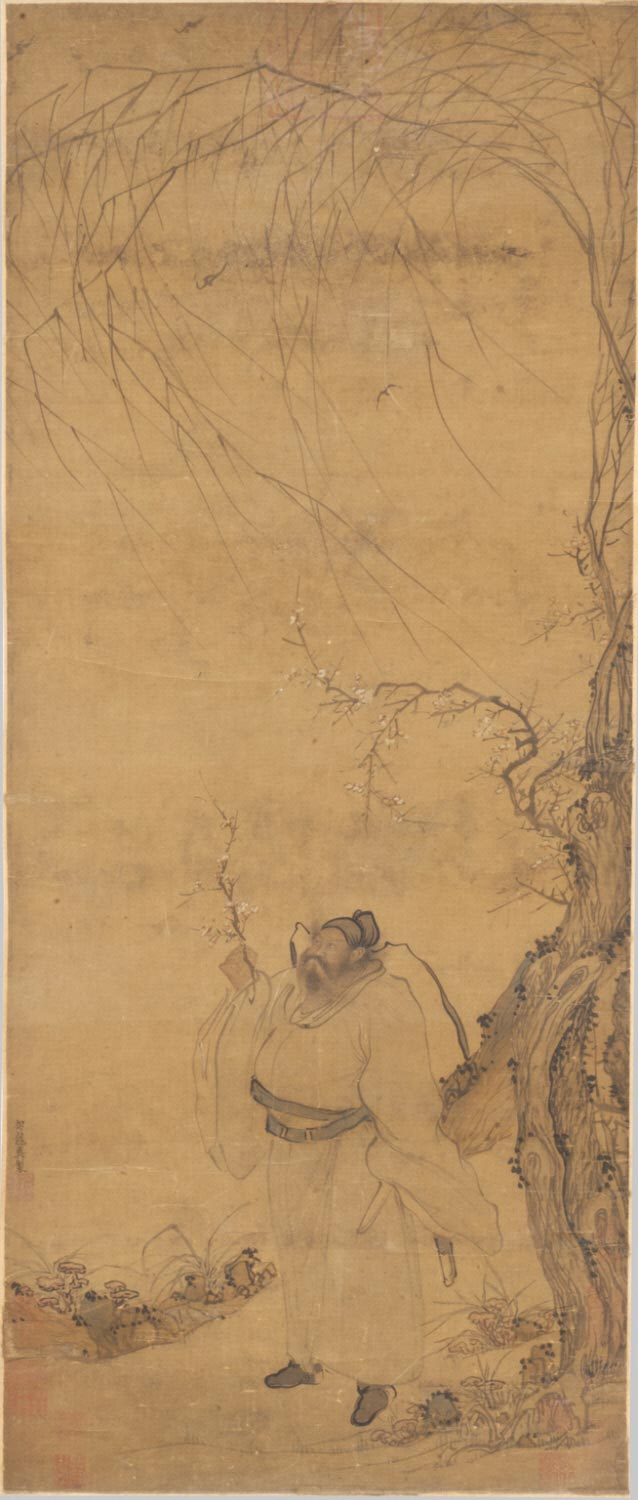
鐘馗賞梅